# Heinkel HeS 1
Das Heinkel HeS 1, kurz für Heinkel Strahltriebwerk 1, war ein Strahltriebwerk der Ernst Heinkel Flugzeugwerke, das noch vor dem Zweiten Weltkrieg in Deutschland konzipiert wurde. Es fand kein Flugeinsatz statt. Auf Basis dieses Triebwerks wurde später das Triebwerk Heinkel HeS 3 entwickelt, mit dem der erste Flug ausschließlich mit einem Strahltriebwerk absolviert wurde.

## Vorgeschichte / Garagenmodell

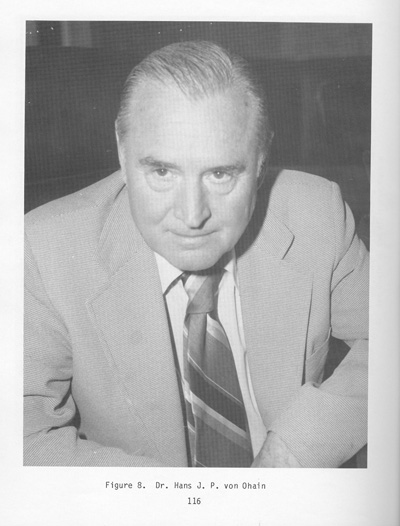
Hans Joachim Pabst von Ohain

Der Ideengeber hinter dem Triebwerk war Hans Joachim Pabst von Ohain, der ab 1930 in Göttingen, Rostock und Berlin Aerodynamik und Physik studierte, sich als Segelflugpilot aber auch für die Luftfahrt interessierte. 1935 promovierte er am 1. Physikalischen Institut der Georg-August-Universität Göttingen unter seinem Doktorvater Robert Wichard Pohl. Dieser und der an der gleichen Universität lehrende Aerodynamiker Prof. Ludwig Prandtl wurden zu seinen Förderern.
Schon während seiner Arbeit als Doktorand entwickelte er ab 1933, ausgehend vom Aufbau und Wirkungsprinzip einer Nernst-Turbine, Ideen zu Turbojettriebwerken, die er mit Berechnungen untermauerte. Zum Schutz seiner Ideen und Arbeiten wurde 1935 ein Patent beantragt. Das Patent wurde 1937 unter dem Titel Verfahren und Apparat zur Herstellung von Luftströmungen zum Antrieb von Flugzeugen geheim unter der Nummer 317/18 erteilt. Das darin beschriebene Triebwerk bestand aus einem zweistufigen Verdichter mit einer Axial- und einer Radialstufe, einer Ringraumbrennkammer mit 8 in Umfangsrichtung angeordneten Brennern und einer Radialturbine. Unklar ist, ob von Ohain dabei schon Kenntnis von Frank Whittles Patent aus dem Jahr 1930 mit einem vergleichbaren Triebwerksaufbau hatte. Persönlich versicherte von Ohain, das er davon erst 1937 erfahren hat, also zwei Jahre nach der Patenteinreichung.
Im Jahr 1935 baute von Ohain zusammen mit seinem Automechaniker Max Hahn das später als Garagenmodell bekannt gewordene Demonstrationstriebwerk, mit dem das Konzept von Turbojettriebwerken untersucht werden sollte. Die Kosten von 1000 Reichsmark wurden teilweise von seiner Großmutter übernommen. Getestet wurde im Hinterhof des Physikalischen Instituts, um so dessen Messtechnik nutzen zu können. Bei diesen Versuchen traten Probleme mit der Verbrennung auf, so dass das Triebwerk nicht von alleine lief. Das als Treibstoff gewählte Benzin verbrannte in der Turbine und der Schubdüse statt in der Brennkammer. Das wiederum führte zu einer Überhitzung eines Elektromotors, der das Triebwerk bei einer Drehzahl von 8000/min halten sollte.

## Entwicklung des HeS 1 bei Heinkel
Pohl erkannte das Potential des Konzepts und riet zu einem Industriepartner. Von Ohain misstraute traditionellen Motorenherstellern und favorisierte Heinkel, einen Flugzeughersteller, dessen Bereitschaft Entwicklungsrisiken einzugehen er kannte. Pohl stellte im Februar 1936 einen Kontakt zu Ernst Heinkel her. Dieser war interessiert und organisierte ein Treffen mit seinen Ingenieuren, bei dem von Ohain seine Arbeit vorstellten sollte. Auch wenn das Garagenmodell kein Erfolg war, so erkannte man das Potential und stellte von Ohain im April 1936 ein, später dann auch Max Hahn.
Zunächst wurde am Garagenmodell weitergearbeitet und die Ursache der Verbrennungsprobleme herausgefunden. Der Luftmassenstrom zwischen Verdichter und Turbine funktionierte nicht wie gedacht und es kam zu Rückströmungen in den Verdichter. Es wurde entschieden, einen neuen Demonstrator zu bauen und diesen mit Wasserstoff zu betreiben.

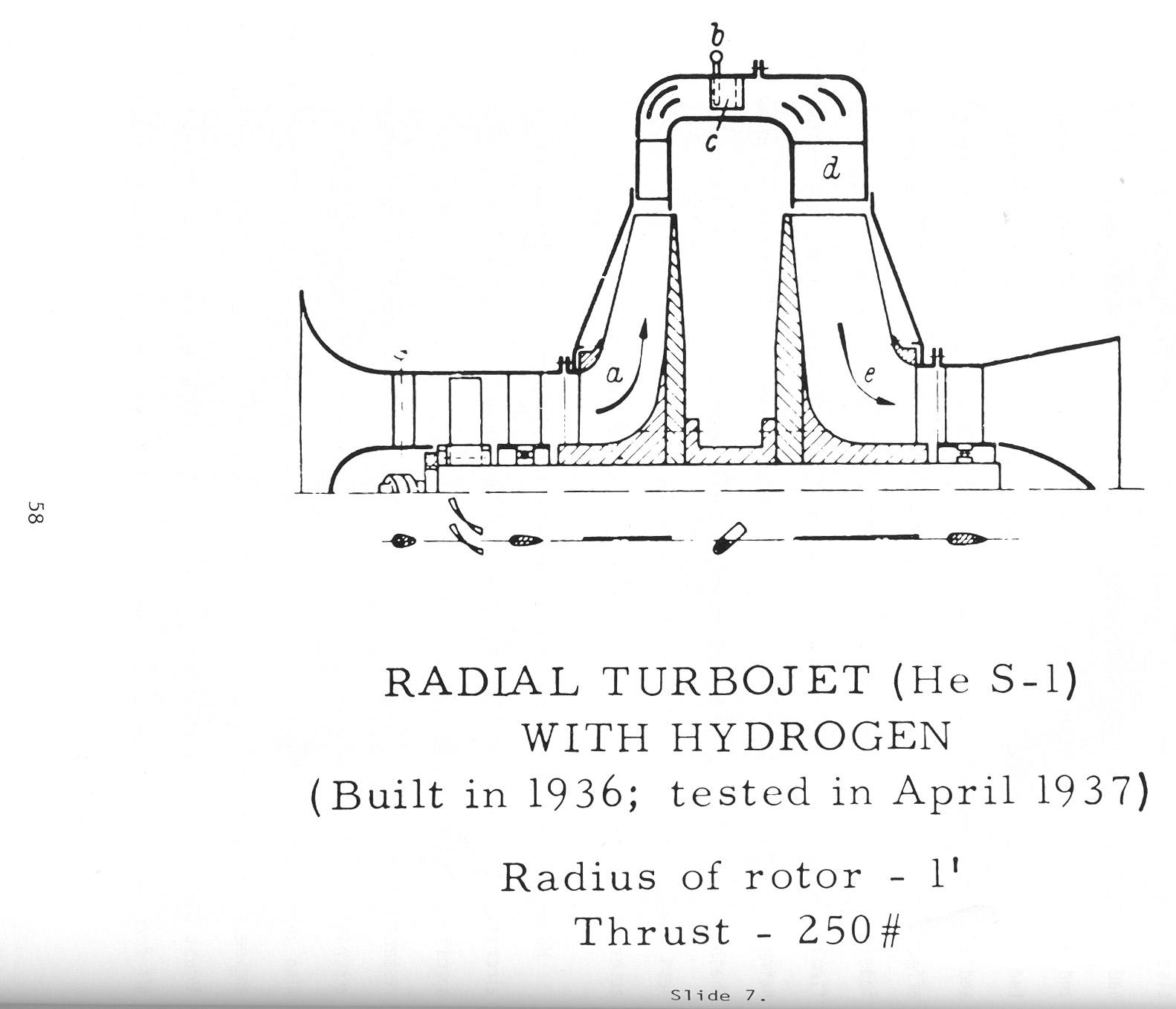
HeS 1

Die Entwicklung des HeS 1 fand unter Geheimhaltung in den Räumen der Ernst Heinkel Flugzeugwerke in Rostock-Marienehe statt. Maßgeblich unterstützt wurden die Arbeiten vom Heinkel Ingenieur Wilhelm Gundermann zusammen mit weiteren 6 bis 8 Konstrukteuren und Berechnungsingenieuren sowie 6 bis 8 Mechanikern unter Führung von Max Hahn.
Das HeS 1 war gegenüber dem Garagenmodell weiterentwickelt. Statt einer fast reinen, aber von Hahn favorisierten vereinfachten Blechkonstruktion (auch die des Verdichters und der Brennkammer) wurde das HeS 1 vermehrt aus Guss- und Frästeilen aber auch komplexeren Blechbiegeteilen aufgebaut. Die Brennkammer wurde außerhalb der Verdichterkontur positioniert und verlängert, um einen besseren Ausbrand zu ermöglichen. Es wurde weiterhin das Prinzip eines zweistufigen Verdichters mit einer Axial- und einer Radialstufe sowie einer einstufigen Radialturbine verwendet. Beide Baugruppen wurden jedoch getrennt, d. h. mit einem größeren Abstand zueinander positioniert. Das sollte das Strömungsverhalten im gesamten Triebwerk verbessern.
Tests im März 1937 zeigten, dass das Triebwerk sehr gut lief. Lediglich die Verbrennung bereitete Probleme, da der Wasserstoff das Metall verbrannte, was für einen Flugbetrieb nicht zu akzeptieren war. Unter Druck von Ernst Heinkel wurde bis September 1937 eine Lösung gefunden, bei der – nun wieder flüssiger Treibstoff – in der Brennkammer besser zerstäubt wurde. Parallel zu den Arbeiten am HeS 1 wurden die Entwicklung eines HeS 2 und schließlich die des Heinkel HeS 3 begonnen, mit dem im September 1939 der erste Flug ausschließlich mit einem Strahltriebwerk absolviert wurde.

## Technische Daten
| Daten                | Heinkel HeS 1                   |
| -------------------- | ------------------------------- |
| Typ                  | Turbojet                        |
| Startschub           | 136 kp (1,33 kN) (1,1 kN nach ) |
| Drehzahl             | 10000/min                       |
| Rotor Durchmesser    | 0,61 m                          |
| Durchmesser komplett | 0,905 m                         |
| Länge                | 0,9 m                           |
| Verdichter           | 2 Stufen (1× axial, 1× radial)  |
| Turbine              | 1 Radialstufe                   |
| Anmerkung            | Daten nach                      |